# Clinton (Washington)
Clinton és una concentració de població designada pel cens dels Estats Units a l'estat de Washington. Segons el cens del 2000 tenia 868 habitants.

## Demografia
Segons el cens del 2000, Clinton tenia 868 habitants, 388 habitatges, i 254 famílies. La densitat de població era de 349,1 habitants per km².
Dels 388 habitatges en un 22,9% hi vivien nens de menys de 18 anys, en un 52,6% hi vivien parelles casades, en un 9,8% dones solteres, i en un 34,3% no eren unitats familiars. En el 27,3% dels habitatges hi vivien persones soles el 10,1% de les quals corresponia a persones de 65 anys o més que vivien soles. El nombre mitjà de persones vivint en cada habitatge era de 2,24 i el nombre mitjà de persones que vivien en cada família era de 2,68.
Per edats la població es repartia de la següent manera: un 20,2% tenia menys de 18 anys, un 5,2% entre 18 i 24, un 23,4% entre 25 i 44, un 30,4% de 45 a 60 i un 20,9% 65 anys o més.
L'edat mediana era de 46 anys. Per cada 100 dones de 18 o més anys hi havia 90,9 homes.
La renda mediana per habitatge era de 43.625 $ i la renda mediana per família de 51.667 $. Els homes tenien una renda mediana de 42.188 $ mentre que les dones 35.804 $. La renda per capita de la població era de 25.671 $. Aproximadament el 6,1% de les famílies i el 7,1% de la població estaven per davall del llindar de pobresa.

## Poblacions més properes
El següent diagrama mostra les poblacions més properes.